# Stordammtjärnen, Härjedalen
Stordammtjärnen är en sjö i Härjedalens kommun i Härjedalen och ingår i Dalälvens huvudavrinningsområde.